# Festival de la Cançó d'Eurovisió 1982
El XXVII Festival de la Cançó d'Eurovisió es va celebrar el 24 d'abril de 1982 a Harrogate, Regne Unit. La presentadora va ser Jan Leeming, i la victòria va ser per a l'alemanya occidental Nicole Hohloch, amb el tema "Ein bißchen Frieden", que es convertiria en un èxit en tot Europa.
Grècia havia de participar en el concurs amb la cançó Sarantapente Kopelies, realitzada per Themis Adamantidis, però la ministra de Cultura de Grècia, Melina Mercouri, va decidir retirar la cançó pràcticament dues setmanes abans de la competència, ja que no complia amb els seus estàndards de qualitat.
El participant de Finlàndia, Kojo, va acudir amb una cançó protesta contra les bombes nuclears que, no obstant això, no va rebre ni un sol vot.

## Resultats

Països participants.
Països que hi van participar al passat però no el 1982.

El festival va començar amb una clara favorita: Alemanya Occidental, i aquests no van decebre ningú. De fet, ja des de la primera votació, Nicole es posava primera. La segona votació va ser favorable a Israel i la tercera va posar al Regne Unit i Alemanya Occidental en empat en primer lloc. Ja des de llavors, Alemanya Occidental va començar a treure moltíssim avantatge i, abans que el país germànic, (que votava últim) votés, ja se sabia de la seva victòria. Alemanya Occidental va treure més de la meitat dels punts que tenia l'immediat subcampió, Israel.
| #  | País i TV               | Intèrpret(s)                | Cançó                     | Traducció                     | Idioma     | Lloc | Punts |
| -- | ----------------------- | --------------------------- | ------------------------- | ----------------------------- | ---------- | ---- | ----- |
| 01 | Portugal RTP            | Doce                        | Bem bom                   | Din don                       | Portuguès  | 13   | 32    |
| 02 | Luxemburg CLT           | Svetlana                    | Cours après le temps      | Corre després del temps       | Francès    | 6    | 78    |
| 03 | Noruega NRK             | Jahn Teigen & Anita Skorgan | Adieu                     | Adéu                          | Noruec     | 12   | 40    |
| 04 | Regne Unit BBC          | Bardo                       | One step further          | Un pas més                    | Anglès     | 7    | 76    |
| 05 | Turquia TRT             | Neco                        | Hani?                     | On?                           | Turc       | 15   | 20    |
| 06 | Finlàndia YLE           | Kojo                        | Nuku pommiin              | Que se't peguin els llençols* | Finès      | 18   | 0     |
| 07 | Suïssa SSR SRG          | Arlette Zola                | Amour on t'aime           | Amor, t'estimem               | Francès    | 3    | 97    |
| 08 | Xipre CyBC              | Anna Vissi                  | Mono i agapi              | Només l'amor                  | Grec       | 5    | 85    |
| 09 | Suècia SVT              | Chips                       | Dag efter dag             | Dia rere dia                  | Suec       | 8    | 67    |
| 10 | Àustria ORF             | Mess                        | Sonntag                   | Diumenge                      | Alemany    | 9    | 57    |
| 11 | Bèlgica RTBF            | Stella Maessen              | Si tu aimes ma musique    | Si t'agrada la meva música    | Francès    | 4    | 96    |
| 12 | Espanya TVE             | Lucía                       | Él                        | Ell                           | Castellà   | 10   | 52    |
| 13 | Dinamarca DR            | Brixx                       | Video, video              | Vídeo, vídeo                  | Danès      | 17   | 5     |
| 14 | Iugoslàvia JRT          | Aska                        | Halo, halo                | Digui, digui                  | Serbi      | 14   | 21    |
| 15 | Israel IBA              | Avi Toledano                | Hora                      | -                             | Hebreu     | 2    | 100   |
| 16 | Països Baixos NOS       | Bill van Dijk               | Jij en ik                 | Tu i jo                       | Neerlandès | 16   | 8     |
| 17 | Irlanda RTÉ             | The Duskeys                 | Here today, gone tomorrow | Avui aquí, demà no            | Anglès     | 11   | 49    |
| 18 | Alemanya Occidental ARD | Nicole                      | Ein bißchen Frieden       | Una mica de pau               | Alemany    | 1    | 161   |

- *La traducció literal seria "Dorm fins a (sentir) la bomba", que és l'expressió finesa equivalent a "pegar-se-li els llençols a algú". La lletra de la cançó estableix un joc de paraules amb la temàtica del desarmament nuclear de fons.

## Votació

### Sistema de votació
Cada país posseïa un jurat d'onze membres que atorgava de 12, 10, 8, 7, 6, 5, 4, 3, 2 a 1 punts a les seves deu cançons favorites.

### Taula de vots
|                                     |               | Resultats |            |         |           |        |       |        |         |         |         |           |            |        |               |         |                     |    |    |
| Portugal                            | Luxemburg     | Noruega   | Regne Unit | Turquia | Finlàndia | Suïssa | Xipre | Suècia | Àustria | Bèlgica | Espanya | Dinamarca | Iugoslàvia | Israel | Països Baixos | Irlanda | Alemanya Occidental |    |    |
| Participants                        | Portugal      |           | 7          | 0       | 4         | 5      | 2     | 1      | 0       | 6       | 0       | 0         | 0          | 0      | 0             | 1       | 4                   | 2  | 0  |
| Participants                        | Luxemburg     | 6         |            | 7       | 6         | 3      | 7     | 0      | 0       | 0       | 2       | 8         | 5          | 4      | 0             | 5       | 7                   | 10 | 8  |
| Participants                        | Noruega       | 0         | 6          |         | 0         | 0      | 0     | 0      | 4       | 4       | 6       | 2         | 2          | 0      | 0             | 0       | 0                   | 6  | 10 |
| Participants                        | Regne Unit    | 4         | 12         | 6       |           | 10     | 4     | 5      | 3       | 0       | 12      | 0         | 1          | 2      | 6             | 2       | 1                   | 7  | 1  |
| Participants                        | Turquia       | 0         | 8          | 3       | 0         |        | 1     | 3      | 0       | 0       | 3       | 0         | 0          | 0      | 0             | 0       | 2                   | 0  | 0  |
| Participants                        | Finlàndia     | 0         | 0          | 0       | 0         | 0      |       | 0      | 0       | 0       | 0       | 0         | 0          | 0      | 0             | 0       | 0                   | 0  | 0  |
| Participants                        | Suïssa        | 2         | 2          | 4       | 12        | 2      | 0     |        | 6       | 2       | 10      | 12        | 0          | 7      | 10            | 10      | 10                  | 8  | 0  |
| Participants                        | Xipre         | 5         | 4          | 12      | 3         | 0      | 8     | 8      |         | 0       | 5       | 3         | 7          | 0      | 5             | 7       | 12                  | 0  | 6  |
| Participants                        | Suècia        | 7         | 3          | 8       | 5         | 0      | 3     | 4      | 0       |         | 8       | 5         | 4          | 8      | 2             | 0       | 5                   | 3  | 2  |
| Participants                        | Àustria       | 0         | 0          | 0       | 10        | 7      | 0     | 0      | 7       | 0       |         | 6         | 8          | 6      | 4             | 4       | 0                   | 5  | 0  |
| Participants                        | Bèlgica       | 8         | 5          | 5       | 2         | 6      | 5     | 2      | 8       | 7       | 4       |           | 10         | 10     | 7             | 6       | 3                   | 4  | 4  |
| Participants                        | Espanya       | 0         | 1          | 0       | 0         | 8      | 6     | 7      | 10      | 0       | 0       | 4         |            | 0      | 1             | 8       | 0                   | 0  | 7  |
| Participants                        | Dinamarca     | 3         | 0          | 0       | 0         | 0      | 0     | 0      | 0       | 1       | 0       | 0         | 0          |        | 0             | 0       | 0                   | 1  | 0  |
| Participants                        | Iugoslàvia    | 0         | 0          | 0       | 0         | 4      | 0     | 0      | 1       | 12      | 0       | 1         | 0          | 3      |               | 0       | 0                   | 0  | 0  |
| Participants                        | Israel        | 10        | 10         | 1       | 1         | 0      | 12    | 10     | 2       | 10      | 7       | 7         | 6          | 1      | 3             |         | 8                   | 0  | 12 |
| Participants                        | Països Baixos | 0         | 0          | 0       | 0         | 0      | 0     | 0      | 0       | 3       | 0       | 0         | 0          | 0      | 0             | 0       |                     | 0  | 5  |
| Participants                        | Irlanda       | 1         | 0          | 2       | 7         | 1      | 0     | 6      | 5       | 5       | 0       | 0         | 3          | 5      | 8             | 3       | 0                   |    | 3  |
| Participants                        | Alemanya      | 12        | 0          | 10      | 8         | 12     | 10    | 12     | 12      | 8       | 1       | 10        | 12         | 12     | 12            | 12      | 6                   | 12 |    |
| LA TAULA ESTÀ ORDENADA PER APARICIÓ |               |           |            |         |           |        |       |        |         |         |         |           |            |        |               |         |                     |    |    |

### Màximes puntuacions
Després de la votació, els països que van rebre 12 punts (màxima puntuació que podia atorgar el jurat) van ser:
| Núm. | A                   | De                                                                                |
| ---- | ------------------- | --------------------------------------------------------------------------------- |
| 9    | Alemanya Occidental | Portugal, Turquia, Suïssa, Xipre, Espanya, Dinamarca, Iugoslàvia, Israel, Irlanda |
| 2    | Xipre               | Països Baixos, Noruega                                                            |
| 2    | Israel              | Finlàndia, Alemanya                                                               |
| 2    | Regne Unit          | Luxemburg, Àustria                                                                |
| 2    | Suïssa              | Regne Unit, Bèlgica                                                               |
| 1    | Iugoslàvia          | Suècia                                                                            |

### Jurat espanyol
El jurat espanyol estava presentat per Marisa Medina i compost per la pintora Marisa Cofiño, el perruquer Luis González, l'estudiant Estela Alcaraz, l'atleta Colomán Trabado, la balladora María Ángeles Toledano, l'actor Eusebio Poncela, l'hostalera María Teresa Portal, el joier Leandro Martín, la llicenciada en Dret Miriam Ruiz, el florista Miguel Martínez i l'estudiant Asunción López. Va actuar com a president José María Quero.